# Alberto Beltrán
Alberto Beltrán (Mexico, 1923 — Mexico, 2002) est un peintre, muraliste, illustrateur, caricaturiste et graveur mexicain.
Beltrán est l'un des artistes graphiques mexicains les plus productifs, polyvalents et ayant eu du succès. En plus d'être un artiste, il est également le fondateur de plusieurs journaux et magazines au Mexique au XXe siècle.
Son travail le plus notable est son œuvre gravé, fortement lié à ses activités dans l'édition : il est considéré comme le successeur de José Guadalupe Posada et Leopoldo Méndez.

## Biographie

### Jeunesse et formation
Alberto Beltrán García naît dans le quartier populaire Tepito de Mexico le 22 mars 1923, fils de Hesiquio Beltrán Franco et Josefina García,.
Provenant d'une famille pauvre, il ne peut aller au-delà de l'école primaire et doit commencer à travailler. En 1939, alors qu'il est encore adolescent, il entre à l'Escuela Libre de Arte y Publicidad pour étudier le dessin et commence peu après à dessiner pour divers éditeurs locaux,.
En 1943, il entre à la Escuela Nacional de Artes Plásticas (es) où il apprend les techniques de l'estampe avec Carlos Alvarado Lang et de la peinture à fresque et la lithographie avec Alfredo Zalce,. Cependant, la plupart de ses compétences sont autodidactes, par exemple sa capacité à graver sur linoléum.

### Carrière
La carrière d'Alberto Beltrán commence réellement lorsqu'il entre en 1945 au Taller de Gráfica Popular, invité par Alfredo Zalce. Il commence à graver des thèmes plus nationalistes, tels que la Révolution mexicaine, la critique sociale et la paix, en travaillant avec des artistes tels que Leopoldo Méndez, Pablo O'Higgins, Adolfo Mexiac, Fanny Rabel (es), José Chávez Morado, Celia Calderón (es), Elizabeth Catlett, Andrea Gómez (es), Mariana Yampolsky et Raúl Anguiano,. Il fait partie du collectif, dont il a été président à plusieurs reprises, depuis le début jusqu'en 1959,.
À la fin des années 1940, il commence à faire des caricatures et des illustrations politiques pour les principaux journaux de Mexico et du reste du pays. Son travail est publié dans Excélsior, Novedades de México (es), Diario de la Tarde et La Prensa (es),,,,. Il est le fondateur ou le cofondateur de plusieurs publications, parmi lesquelles El Popular avec Alejandro Carrillo Marcor,. Dans les années 1970, il est l'un des fondateurs du quotidien de grand tirage El Día, pour lequel il travaille pratiquement toute sa vie, et collabore à la création de son supplément culturel appelé El Gallo Ilustrado, pour lequel il produit de très nombreuses illustrations,. En 1976, il travaille avec le magazine pour enfants Caminito.
Ses articles de journaux et ses livres deviennent si populaires qu'ils permettent de soutenir l'édition mexicaine qui est alors en difficulté. Il a notamment contribué aux ouvrages Origen, vida y milagros de su apellido de Gutierre Tibón (1946), Juan Pérez Jolote : biografía de un tzotzil de Ricardo Pozas Arciniega (es) (1948), La ruta de Hernán Cortés de Fernando Benítez (es) (1950), Doña Bárbara de Rómulo Gallegos (1954), Visión de los vencidos de Miguel León-Portilla (1959), Las tierras flacas d'Agustín Yáñez (1968) ou encore Todo empezó el domingo d'Elena Poniatowska.
Il voyage dans les zones urbaines et les communautés rurales en tant que reporter et représente par des dessins les histoires dont il est témoin ou qu'il vit lui-même, sans idéalisation, dans la veine du réalisme social (es). Beltrán travaille par ailleurs dans le domaine de l'éducation, participant à des campagnes d'alphabétisation, dont certaines en langues indigènes, ce qui l'amène à collaborer avec l'Instituto Nacional Indigenista,. Il collabore avec le Secrétariat à l'Éducation publique du Mexique pour produire des manuels scolaires en espagnol et dans d'autres langues. Il édite deux journaux de caricatures, Ahí va el golpe (depuis 1955), puis El Coyote emplumado (1960). La même année, il travaille avec Revista Magisterio, un magazine consacré à l'éducation. Il devient ensuite recteur de l'Escuela Libre de Arte y Publicidad.
Plus tard, il réalise des peintures et des sculptures et est également muraliste. L'une de ses premières œuvres est la partie supérieure de l'Institut de pneumologie du Centro Médico Nacional Siglo XXI (es) en 1959, en collaboration avec Francisco Zúñiga. En 1967, il réalise la fresque Quetzalcóatl y el hombre hoy (Quetzalcóatl et l'Homme d'aujourd'hui) en mosaïque, coquilles d'escargot et céramique pour l'extérieur du musée d'anthropologie de Xalapa (es), à Veracruz, plus tard déplacé sur le campus de l'université de Veracruz. En 1969, il réalise une mosaïque murale dans la voûte du musée de la ville de Veracruz. En 1972, il réalise un vitrail monumental pour le registre civil de Veracruz. En 1988, il réalise une peinture murale en acrylique pour le bureau du procureur général de la ville de Mexico.
Beltrán promeut la création du Centro de Información y Documentación (Centre d'information et documentation) en 1971 avec la collaboration de la Dirección General de Arte Popular (Direction générale d'art populaire) et du Secrétariat à l'Éducation publique du Mexique. C'est la seule institution qui se consacre à l'étude, à la promotion et à la protection de nombreuses sous-cultures du Mexique. Il est chargé de produire des livres, des brochures, des bulletins et d'autres documents qui sont conservés dans l'Archivo de las Tradiciones y Arte Popular (Archives des traditions et de l'art populaire).
En 1985, il reçoit le prix national des Beaux-Arts.
Durant sa vie active, Alberto Beltrán est plutôt solitaire, ne s'est jamais marié et n'a jamais eu d'enfants. Timide, simple et prudent, il n'aime pas être le centre d'attention. Il a une affection particulière pour l'État de Veracruz, au point de se considérer comme un Veracruzano de cœur, ce qui l'a amené à travailler sur de nombreux projets artistiques et autres à Xalapa, Veracruz et San Andrés Tuxtla. En tant que membre du Taller de Gráfica Popular, il pense que les artistes doivent travailler pour le peuple avant eux-mêmes. Il n'a jamais vendu aucune de ses gravures, et ses livres d'illustrations n'étaient pas payants. Il vit assez simplement et économise toujours la plupart de ce qu'il gagne ou reçoit des prix.

### Dernières années
Vers la fin de sa vie, Alberto Beltrán travaille sur un projet éditorial appelé Agua-Cero et publié par Pascual Boing (es).
Beltrán vit un temps dans le Club de Periodistas, un foyer pour journalistes âgés. Il souhaite créer une fondation pour l'éducation artistique avec l'argent qu'il a économisé, mais en raison de problèmes juridiques et financiers, il lui est impossible d'atteindre cet objectif.
Alberto Beltrán meurt à l'âge de 79 ans des suites d'une hémorragie cérébrale dont il est victime le 19 avril 2002,.

## Œuvre

Linogravure représentant Ricardo Flores Magón, par Alberto Beltrán.

Beltrán est l'un des artistes graphiques mexicains les plus productifs, polyvalents et ayant eu du succès. Illustrateur, caricaturiste politique, dessinateur et graveur, il est également le fondateur de plusieurs journaux et magazines au Mexique au XXe siècle. Son travail s'ajoute à celui des historiens politiques, des anthropologues, des économistes et des poètes,.
Son travail le plus notable est son œuvre gravé : il est considéré comme le successeur de José Guadalupe Posada et Leopoldo Méndez,. La plupart de ses œuvres sont associées à ses publications. Caricaturiste politique, il met l'accent sur les excès du pouvoir et les vices de la société. José Genis explique qu'« avec son excellente série de gravures artistiques et réalistes, authentiques de par leur fond, leur caractère et leur spontanéité, qui constituent de fait l'image de l'identité mexicaine, plus que de simples illustrations qui accompagnent un texte, la participation graphique du maître en fait le coauteur pour la précision de l'image, basée sur une connaissance profonde du thème traité ». En tant que journaliste, il rapporte aussi ce qu'il voit sans romancer les choses à travers son œuvre graphique. Pour illustrer les livres, il a utilisé trois techniques principales : la gravure sur bois, la gravure sur métal et la lithographie.
Alberto Beltrán est l'auteur de plusieurs peintures murales. Dans ses œuvres, il montre des expressions faciales réalistes et détaillées qui témoignent d'une grande partie de l'histoire,.
Ses portraits précis de la vie indigène sont le résultat de ses fréquents voyages dans différentes régions rurales du Mexique. Elles ont été utilisées pour illustrer des publications littéraires de l'Instituto Nacional Indigenista et un livre intitulé Relatos, mitos y leyendas de la Chinantla de Robert J. Weitlaner (es), dont les illustrations sont restées célèbres,. Le livre Los mexicanos se pintant solos de Ricardo Cortés Tamayo contient plusieurs images d'Alberto Beltrán illustrant les gens du peuple de la campagne entre 1950 et 1960. Ses illustrations pour Picardía mexicana, d'Armando Jiménez (es) est considéré comme « un authentique traité sur la culture populaire urbaine [du Mexique] ».
Son travail avec le Taller de Gráfica Popular porte sur l'anti-impérialisme américain, le nazisme, le fascisme et contre la dictature de Franco. Il a soutenu divers mouvements sociaux et civils, en particulier ceux liés aux idéaux de la Révolution mexicaine et aux travailleurs. Il a dessiné des représentations d'hommes ordinaires tels que des vendeurs, des cuisiniers, des boulangers et des policiers, entre autres, ainsi que des symboles tels que le nopal, le maguey, l'agave, les huaraches, les machettes, les sombreros et les sarapes,. Pendant sa collaboration avec le Taller, il pensait que l'art était destiné aux masses, et non à son enrichissement personnel ou à sa gloire. Il signait ses œuvres « beltran », sans majuscules ni accents,.

## Distinctions et reconnaissance
Parmi les récompenses qui lui ont été décernées, les plus notables sont le premier prix des Carteles de Alfabetización en 1953 pour son travail dans le domaine de l'alphabétisation, le prix national de la Gravure en 1956, le premier prix de gravure de la première Biennale interaméricaine de peinture et de gravure en 1958, le prix national de journalisme en 1976 pour ses caricatures politiques, la troisième place du concours Satire pour la paix dans l'ancienne Union soviétique en 1984 et le prix national des Sciences et des Arts dans la modalité des Beaux-Arts en 1985,.
Alberto Beltrán est membre fondateur de l'Academia de Artes (es) en 1966, du Salón de la Plástica Mexicana (es), du Seminario de Cultura Mexicana (es) depuis 1980 et a été nommé Créateur émérite par le Sistema Nacional de Creadores de Arte (es) en 1993,. En 2005, la Dirección General de Culturas Populares e Indígenas a publié un livre sur lui intitulé Apuntes, retratos y testimonios de un artista inolvidable: homenaje a Alberto Beltrán.
Malgré toutes ses récompenses et sa reconnaissance, l'artiste reste peu connu de son vivant, même au Mexique. L'un de ses dessins, représentant l'entrée de Benito Juárez dans la ville de Mexico le 15 juillet 1867, a été exposé pendant des décennies dans la station de métro Zócalo sous la forme d'une fresque murale, mais crédité à un « artiste inconnu du XIXe siècle ». Lui qui aurait préféré vivre un siècle avant le sien réalise « une œuvre magistrale, aussi bien pour l'imagination prodigieuse de l'auteur que le réalisme de la représentation de l'époque, le cadre et les personnages et pour la maîtrise technique de l'artiste ».
La dernière année de sa vie, trois expositions ont été organisées en son honneur, mais la plupart des œuvres étaient des copies, car les originaux avaient été perdus, et beaucoup d'entre eux étaient en très mauvais état. On ne sait pas exactement combien d'œuvres il a créées au cours de sa vie, ni où se trouvent celles qui existent encore, mais celles qui ont été retrouvées sont très appréciées. Il a fait don d'un grand nombre d'œuvres, probablement sa plus grande collection, à l'Université nationale autonome du Mexique, qui ont été éditées pour créer un livre en 2003 intitulé Alberto Beltrán, 1923-2002 cronista e ilustrador de México. L'ouvrage comprend des essais de Vicente Quirarte (es), Ernesto de la Torre Villar (es), Silvia González et Elena Poniatowska, qui a été sa compagne. D'autres collections importantes sont conservées au Taller de Gráfica Popular (y compris les plaques de gravure originales), au Museo de la Caricatura (es), au Centro de Información y Documentación (principalement des dessins d'indigènes et de culture populaire) et à l'Universidad Obrera de México (es) (principalement des ouvrages politiques).
Pour le peintre et graveur Arturo García Bustos (es), membre de la section graphique de l'Académie des arts, Beltrán était l'héritier de José Guadalupe Posada et de Leopoldo Méndez :

« Avec tant de maîtres du passé, il a enrichi de ses œuvres la conscience du peuple mexicain. Il avait une préoccupation sociale et sa source d'inspiration était l'aspiration à un Mexique meilleur, plus beau et plus juste. »